# Université de médecine Bangladesh
L'université de médecine Bangladesh (bengali : বাংলাদেশ মেডিকেল বিশ্ববিদ্যালয়) est la première université publique de médecine au Bangladesh fondée en 1998,. L'université offre des cours comme MD, PhD, MS, MPhil, MDS, Diploma et FCPS. Il n'y a pas de cours de premier cycle en médecine ou en dentisterie.